# Grammy Latino de Melhor Álbum de Música Afro-Portuguesa-Brasileira
O Grammy Latino de Melhor Álbum de Música Afro-Portuguesa-Brasileira (MAPB) (intitulada Melhor Álbum de Música Popular Brasileira (MPB) de 2000 à 2023) é entregue anualmente desde 2000, quando a cerimônia de premiação foi instituída. O prêmio é entregue para os artistas — solo, duplas ou performances em grupo. Com quatro prêmios, Caetano Veloso é o maior vencedor da categoria, também Maria Rita com três prêmios conquistados.

## Vencedores e indicados
| Ano            | Artista                                   | Álbum                        | Indicados | Ref.           |
| Década de 2000 | Década de 2000                            | Década de 2000               | Década de 2000 | Década de 2000 |
| -------------- | ----------------------------------------- | ---------------------------- | --- | -------------- |

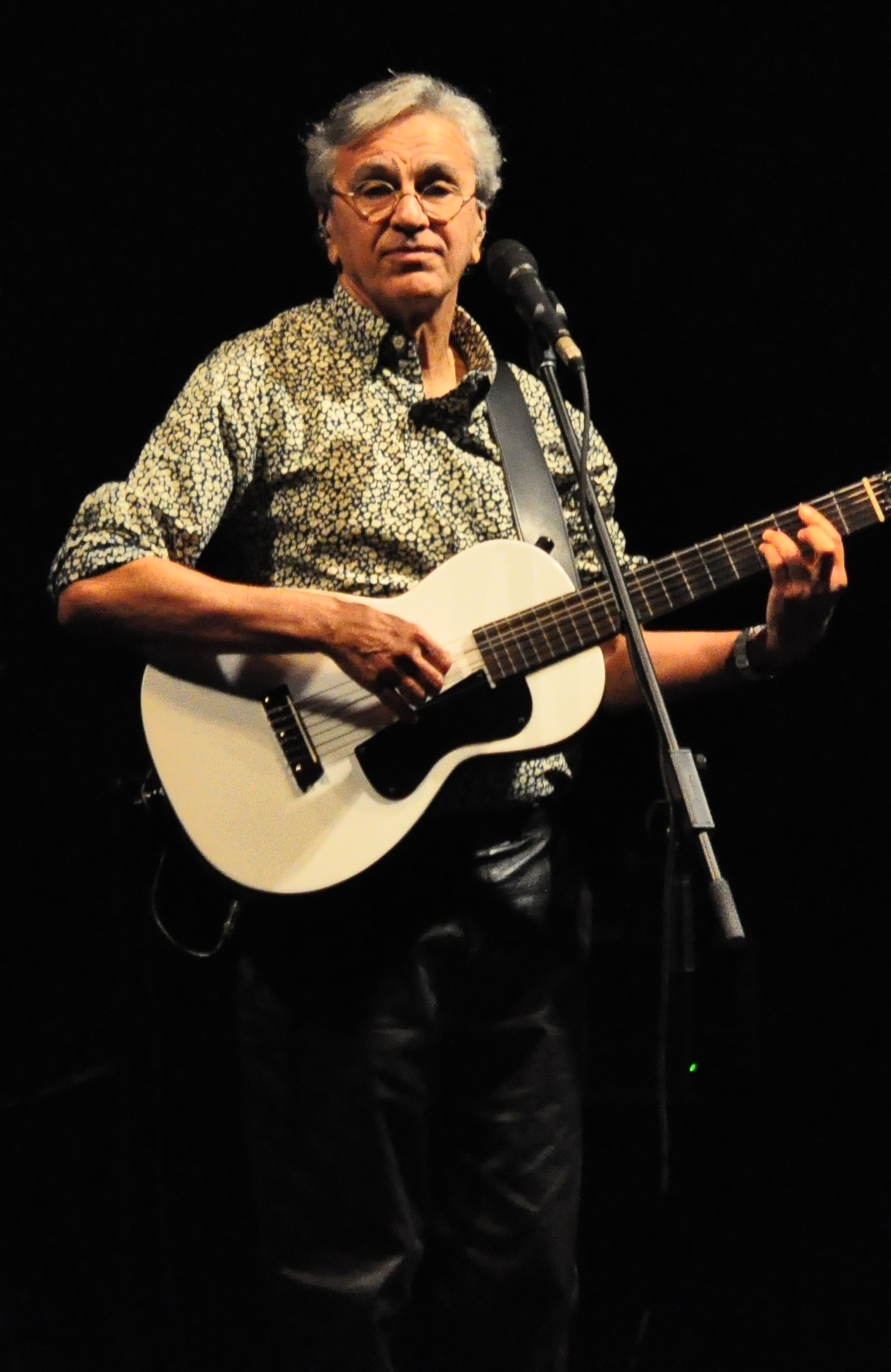
Com quatro prêmios, Caetano Veloso é o maior vencedor da categoria.

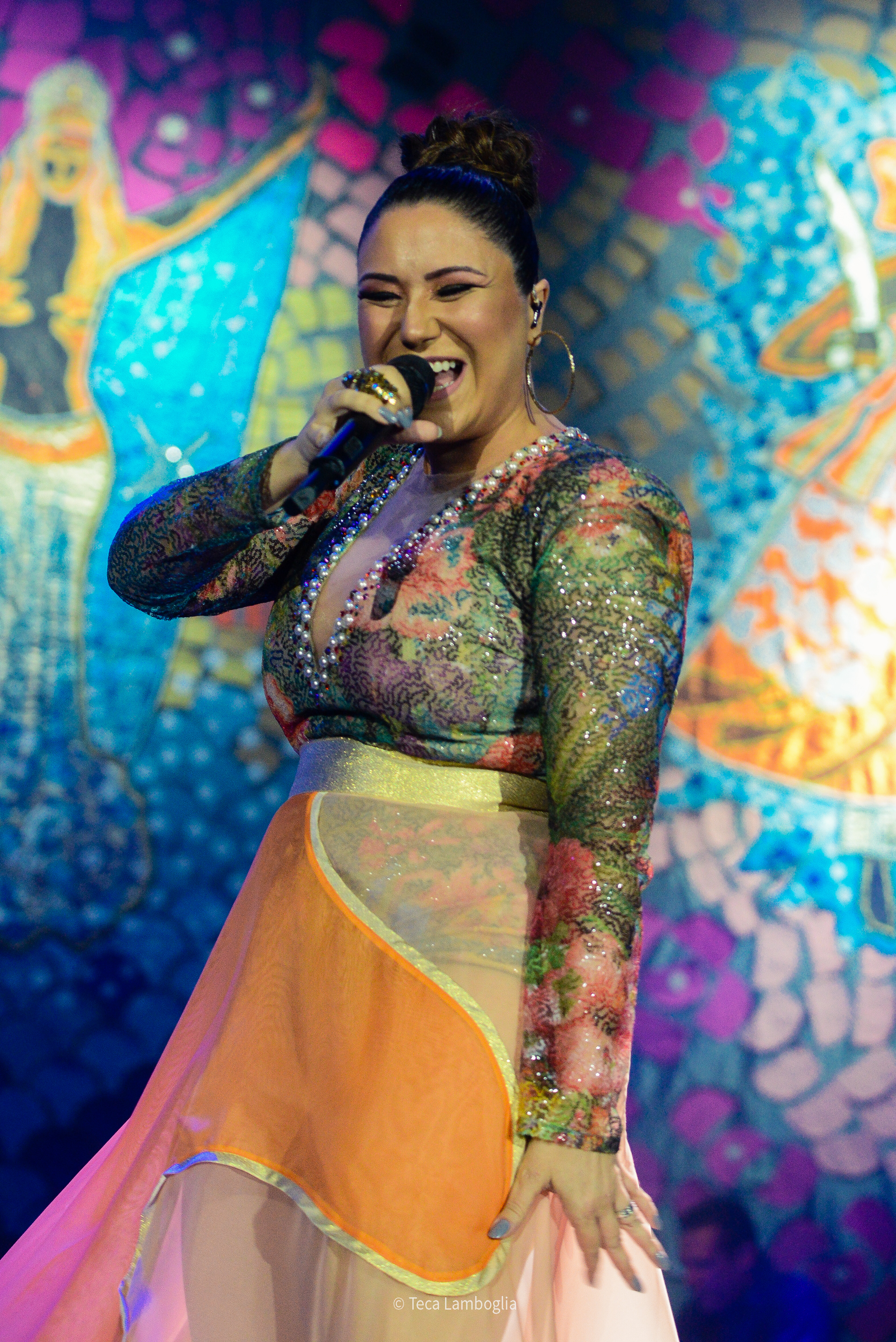
Maria Rita, detentora de 3 prêmios e quatro indicações.

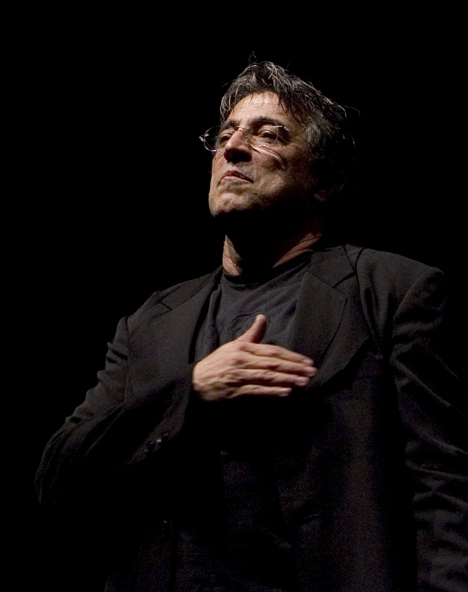
Ivan Lins, vencedor em 2005, 2009 e 2015.

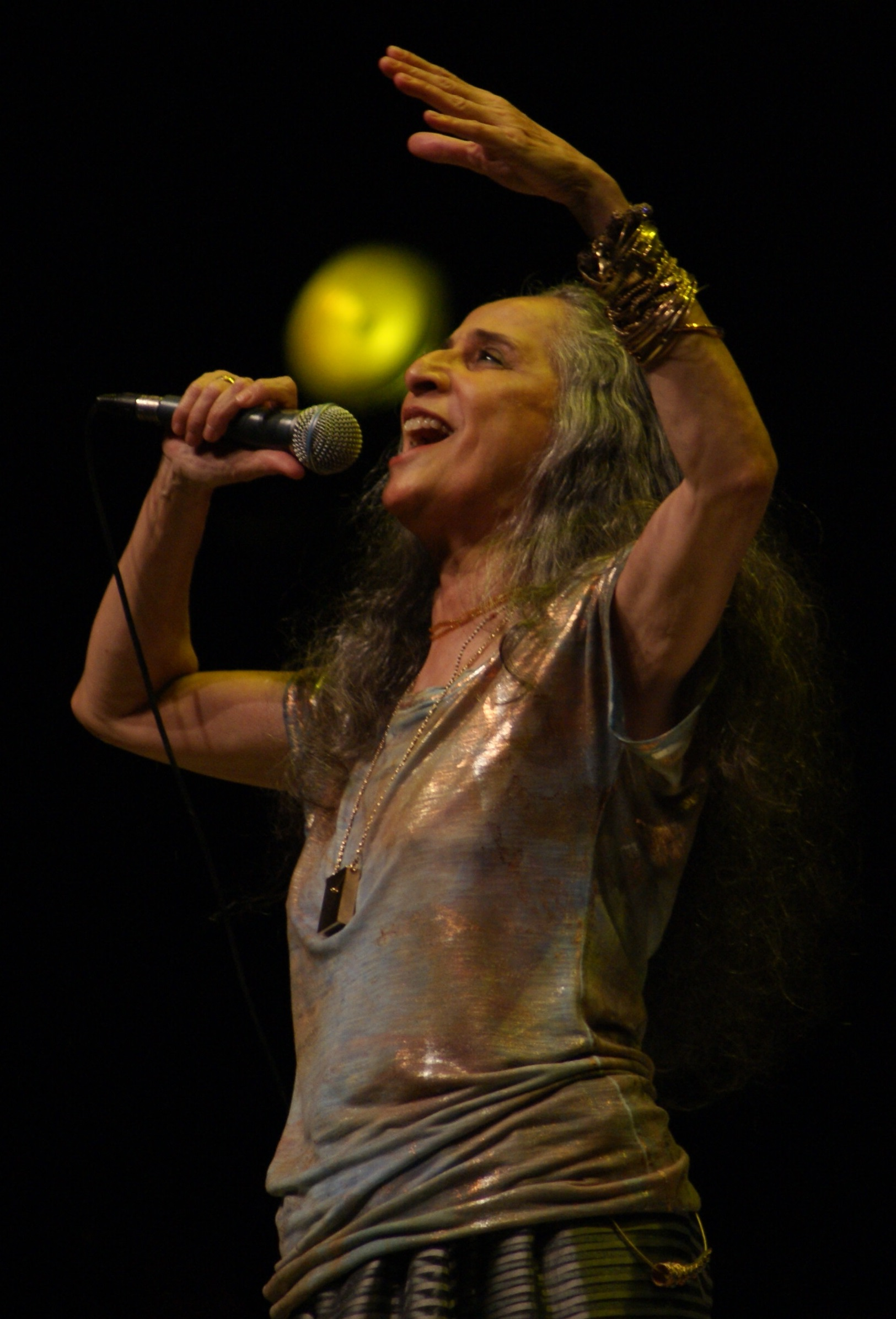
Maria Bethânia é a artista mais indicada na categoria, com 7 indicações.

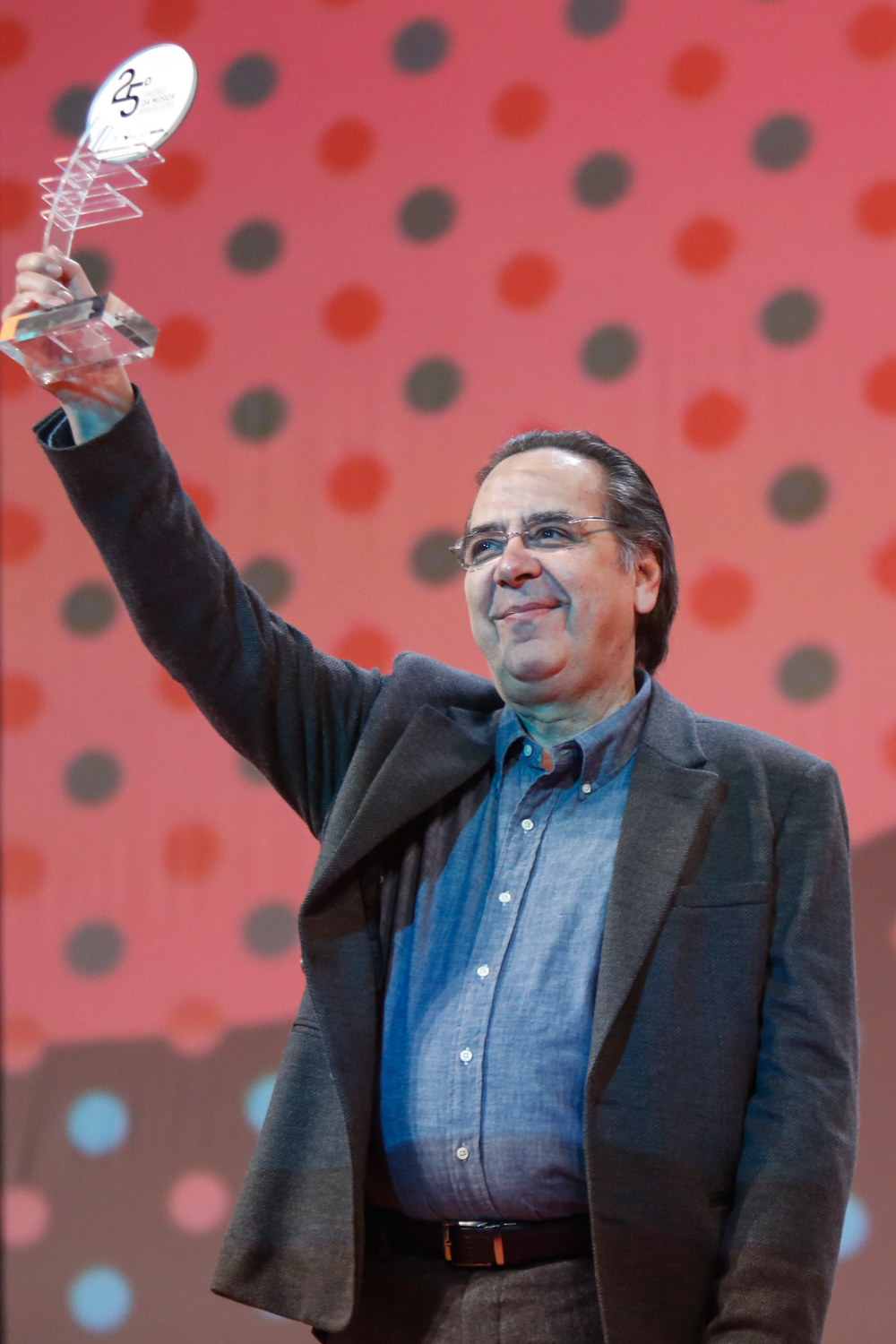
Edu Lobo, vencedor da categoria em 2002 e 2017.

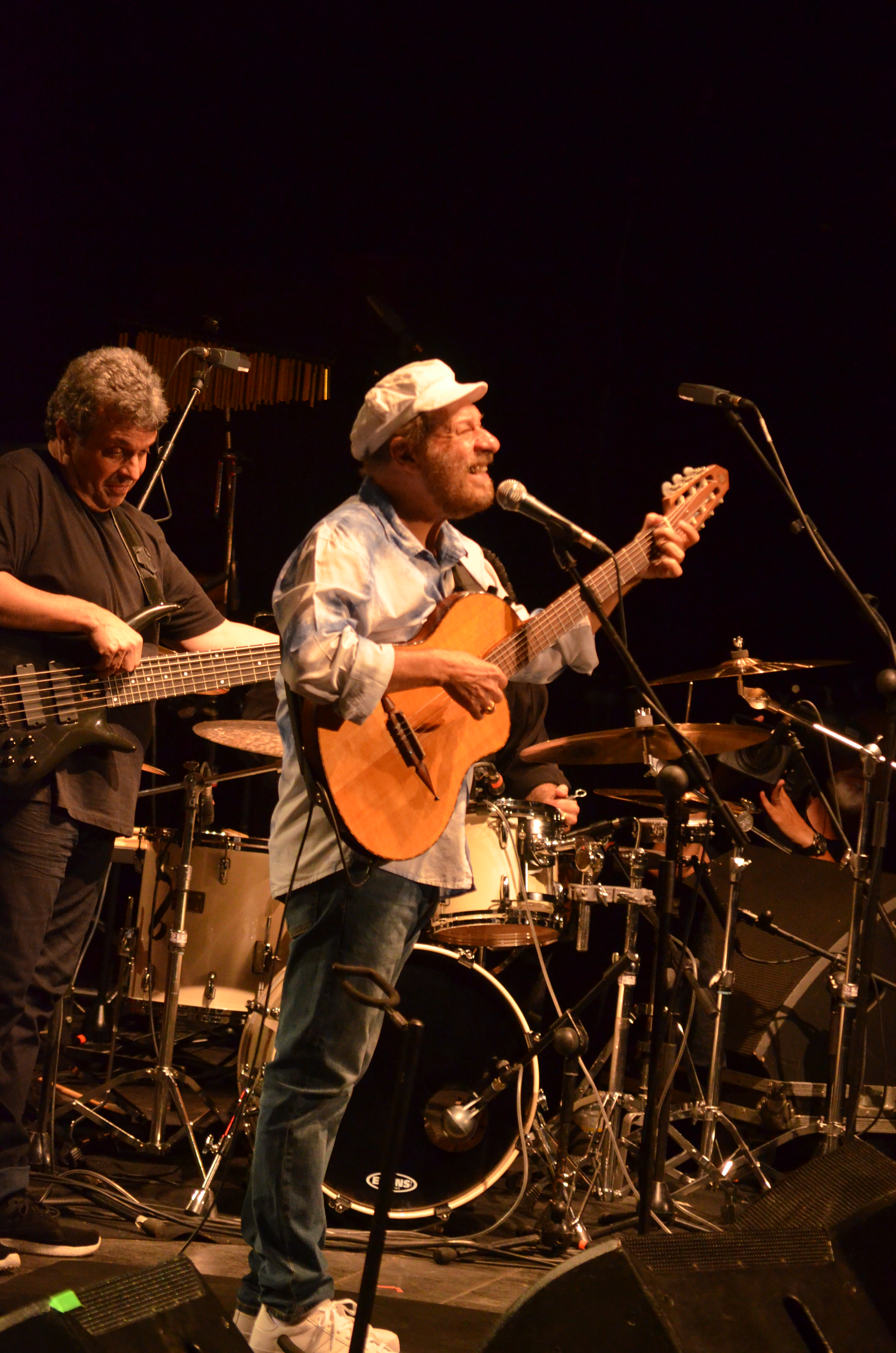
João Bosco possui 5 indicações na categoria.

| 2000           | Caetano Veloso                            | Livro                        | - Maria Bethânia - A Força Que Nunca Seca - Gilberto Gil - O Sol de Oslo - Joyce - Astronauta - Cancões de Elis - Lenine - Na Pressão |                |
| 2001           | Caetano Veloso                            | Noites do Norte              | - Bebel Gilberto - Tanto Tempo - Guinga - Leopoldina - Ney Matogrosso - Batuque - Emílio Santiago - Bossa Nova |                |
| 2002           | Chico Buarque Edu Lobo                    | Cambaio                      | - Dori Caymmi - Influências - Celso Fonseca e Ronaldo Bastos - Juventude/Slow Motion Bossa Nova - Guinga - Cine Baronesa - Ed Motta - Dwitza |                |
| 2003           | Caetano Veloso Jorge Mautner              | Eu Não Peço Desculpa         | - Maria Bethânia - Maricotinha - Ao Vivo - João Bosco - Malabaristas do Sinal Vermelho - Dori Caymmi - Contemporâneos - Gal Costa - Gal Bossa Tropical - Elza Soares - Do Cóccix até o Pescoço                                                         |                |
| 2004           | Maria Rita                                | Maria Rita                   | - Maria Bethânia - Brasileirinho - Gal Costa - Todas as Coisas e Eu - Guinga - Noturno Copacabana - César Camargo Mariano e Pedro Mariano - Piano y Voz                                                                                                |                |
| 2005           | Ivan Lins                                 | Cantando Histórias           | - Gilberto Gil - Eletracústico - João Gilberto - João Gilberto in Tokyo - Toninho Horta - Com o Pé No Forró - Joyce - Banda Maluca |                |
| 2006           | Maria Rita                                | Segundo                      | - João Bosco - Obrigado, Gente! - Ana Carolina e Seu Jorge - Ana & Jorge: Ao vivo - Gal Costa - Hoje - Jane Duboc - Uma Voz...Uma Paixão - Simone - Simone - Ao vivo                                                                                   |                |
| 2007           | Leny Andrade César Camargo Mariano        | Ao Vivo                      | - Gal Costa - Ao Vivo - Guinga - Casa de Villa - Zé Ramalho - Parceria dos Viajantes - Mônica Salmaso - Noites de Gala, Samba na Rua |                |
| 2008           | Seu Jorge                                 | América Brasil: O Disco      | - Maria Bethânia - Dentro Do Mar Tem Rio - Ao Vivo - Chico Buarque - Carioca - Ao Vivo - Omara Portuondo e Maria Bethânia - Maria Bethânia & Omara Portuondo - Roberta Sá - Que Belo Dia Para Se Ter Alegria - Caetano Veloso - Multishow Ao Vivo - Cê |                |
| 2009           | Ivan Lins The Metropole Orchestra         | Regência: Vince Mendoza      | - Zeca Baleiro - O Coração do Homem Bomba - Vol. 1 - Zélia Duncan - Pelo Sabor do Gesto - Jorge Vercillo - Trem da Minha Vida - Wanderléa - Nova Estação                                                                                               |                |
| Década de 2010 |                                           |                              | |                |
| 2010           | Gilberto Gil                              | BandaDois                    | - João Bosco - Não Vou Pro Céu, Mas Já Não Vivo no Chão - Dori Caymmi - Inner World - Toninho Horta - Harmonia & Vozes - Joyce - Slow Music - Jorge Vercillo - D.N.A.                                                                                  |                |
| 2011           | Djavan                                    | Ária                         | - Milton Nascimento - E a Gente Sonhando - Mônica Salmaso - Alma Lírica Brasileira - Caetano Veloso e Maria Gadú - Multishow Ao Vivo Caetano e Maria Gadú - Yeahwon - Yeahwon                                                                          |                |
| 2012           | Caetano Veloso Gilberto Gil Ivete Sangalo | Ivete, Gil e Caetano         | - Maria Bethânia - Oásis de Bethânia - João Bosco - João Bosco 40 Anos Depois - Ivan Lins - Amorágio - Marisa Monte - O Que Você Quer Saber de Verdade - Leila Pinheiro - Raíz - Maria Rita - Elo                                                      |                |
| 2013           | Maria Rita                                | Redescobrir - Ao Vivo        | - Gilberto Gil - Concerto de Cordas & Máquinas de Ritmo - Edu Lobo - Edu Lobo & Metropole Orkest - Vários Artistas - Herivelto Martins - 100 Anos - Jorge Vercillo - Luar De Sol - Ao Vivo no Ceará                                                    |                |
| 2014           | Marisa Monte                              | Verdade, Uma Ilusão          | - Zeca Baleiro - Calma Aí, Coração - Ao Vivo - Marcelo Jeneci - De Graça - Ivan Lins - Inventário Encontra Ivan Lins - Nana, Dori e Danilo - Caymmi |                |
| 2015           | Ivan Lins                                 | América, Brasil              | - Maria Bethânia - Meus Quintais - Vários artistas - Centenário Caymmi - Maria Gadú - Guelã - Lenine - Carbono | [ 1 ]          |
| 2016           | Elza Soares                               | A Mulher do Fim do Mundo     | - Dani Black - Dilúvio - Roberta Campos - Todo Caminho É Sorte - Celso Fonseca - Like Nice - Roberta Sá - Delírio | [ 2 ] [ 3 ]    |
| 2017           | Edu Lobo Romero Lubambo Mauro Senise      | Dos Navegantes               | - Alexandre Pires - DNA Musical - Silva - Silva Canta Marisa - António Zambujo - Até Pensei Que Fosse Minha - Zanna - Zanna | [ 4 ] [ 5 ]    |
| 2018           | Chico Buarque                             | Caravanas                    | - João Bosco - Mano Que Zuera - Edu Lobo, Dori Caymmi e Marcos Valle - Edu, Dori e Marcos - Vitor Ramil - Campos Neutrais - Elza Soares - Deus É Mulher                                                                                                | [ 6 ]          |
| 2019           | Gilberto Gil                              | Ok Ok Ok                     | - Zeca Baleiro - O Amor no Caos, Vol. 1 - Nana Caymmi - Canta Tito Madi - Zélia Duncan - Tudo é Um - Delia Fischer - Tempo Mínimo - Jards Macalé - Besta Fera                                                                                          | [ 7 ]          |
| Década de 2020 |                                           |                              | |                |
| 2020           | Toninho Horta Orquestra Fantasma          | Belo Horizonte               | - Zeca Baleiro - O Amor no Caos, Vol. 2 - Ney Matogrosso - Bloco Na Rua (Deluxe) - Elza Soares - Planeta Fome - Caetano Veloso e Ivan Sacerdote - Caetano Veloso & Ivan Sacerdote                                                                      | [ 8 ]          |
| 2021           | Zeca Baleiro                              | Canções D'Além Mar           | - Delia Fischer - Hoje - Thiago Holanda - Tempo de Viver - Luedji Luna - Bom Mesmo é Estar Debaixo D'Água - Zé Manoel - Do Meu Coração Nu | [ 9 ] [ 10 ]   |
| 2022           | Liniker                                   | Indigo Borboleta Anil        | - Chico Chico – Pomares - João Donato e Jards Macalé – Síntese do Lance - Ney Matogrosso – Nu Com a Minha Música - Marisa Monte – Portas - Caetano Veloso – Meu Coco                                                                                   |                |
| 2023           | João Donato                               | Serotonina                   | - Tim Bernardes — Mil Coisas Invisíveis - Vanessa da Mata — Vem Doce - Djavan — D - Tiago Iorc — Daramô | [ 11 ] [ 12 ]  |
| 2024           | Jota.Pê                                   | Se o Meu Peito Fosse o Mundo | - D Ao Vivo Maceió – Djavan - Portas (Ao Vivo) – Marisa Monte - Outros Cantos – Milton Nascimento & Chitãozinho & Xororó - No Tempo da Intolerância – Elza Soares                                                                                      | [ 13 ]         |